# Anne Dorthe Ysland
Anne Dorthe Ysland (født 9. april 2002 i Melhus) er en professionel cykelrytter fra Norge, der er på kontrakt hos Uno-X Mobility.

## Karriere
Som 8-årig begyndt Ysland at cykle. Hun blev medlem af Gauldal Sykleklubb, hvor hun var i alle hendes ungdomsår. I 2020 blev hun norsk juniormester i linjeløb og enkeltstart. Som førsteårs seniorrytter fik hun i 2021 kontrakt med Hitec Products-Birk Sport. Året efter skiftede hun til Uno-X Pro Cycling Team på en 3-årig kontrakt.

## Anerkendelse
- Årets talent i norsk cykelsport (2019)